# Kaweh Mansoori

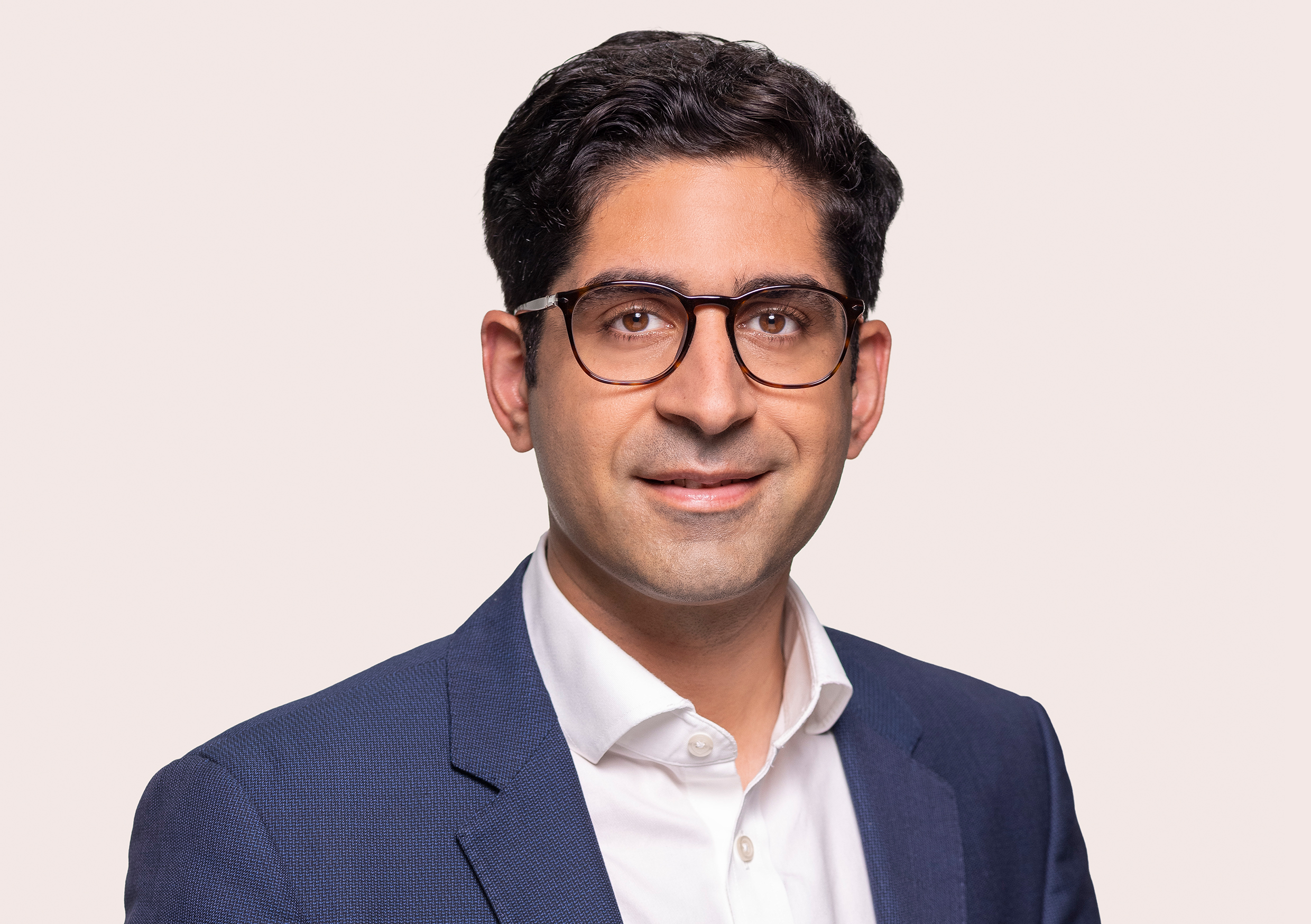
Kaweh Mansoori (2021)

Kaweh Mansoori (* 12. August 1988 in Gießen) ist ein deutscher Rechtsanwalt und Politiker (SPD). Er ist seit dem 18. Januar 2024 Hessischer Staatsminister und Minister für Wirtschaft, Energie, Verkehr, Wohnen und ländlichen Raum und Stellvertreter des Hessischen Ministerpräsidenten im Kabinett Rhein II.
Seit 2019 ist er Vorsitzender des SPD-Bezirks Hessen-Süd und stellvertretender Landesvorsitzender der SPD Hessen. Von Oktober 2021 bis Januar 2024 war er Mitglied des Deutschen Bundestages.

## Leben
Mansoori wurde als Sohn iranischer Eltern 1997 eingebürgert. 2006 wurde Mansoori Stadtschulsprecher in Gießen und anschließend Landesschulsprecher in Hessen. Nach dem Abitur an der Liebigschule Gießen absolvierte er seinen Zivildienst beim Verein für Kinder- und Jugendfürsorge e. V. / Kinder- und Jugendwohnheim Leppermühle.
Er studierte von April 2009 bis Juli 2015 Rechtswissenschaften an der Justus-Liebig-Universität in Gießen. Dabei wurde er durch ein Stipendium der Studienstiftung des Deutschen Volkes gefördert. Schwerpunkte seines 1. juristischen Staatsexamens im Juli 2014 waren öffentliches Wirtschaftsrecht und Umweltrecht. Nach dem ersten Staatsexamen folgten Stationen als Rechtsreferendar in Frankfurt am Main und Gießen. Im November 2016 folgte das zweite Staatsexamen. Vor seiner Arbeit als Rechtsanwalt bei KPMG Law in Frankfurt am Main war er zwei Jahre politischer Referent für Grundsatzfragen in der SPD-Fraktion im Hessischen Landtag in Wiesbaden.
Er ist Mitglied in der Arbeiterwohlfahrt (AWO), der Deutsch-Israelischen Gesellschaft (DIG), Komba, der Unabhängigen Flugbegleiter Organisation e. V. (UFO) und bei ver.di. Sein Bruder Kamyar Mansoori ist ebenfalls in der SPD aktiv (Beisitzer im Unterbezirksvorstand Gießen-Süd) und Mitglied der Gießener Stadtverordnetenversammlung.
Er lebt in einer Beziehung mit Josefine Koebe, der Generalsekretärin der SPD Hessen.

## Politik

### Partei
Mansoori ist seit Juni 2006 Mitglied der SPD und war zunächst bei den Jusos aktiv.
2016 wurde er zum Vorsitzenden der Jusos Hessen-Süd gewählt. Das Amt gab er ab, um 2018 Vorsitzender des hessischen Landesverbands der Jusos zu werden. Seit Mitte 2019 ist er Vorsitzender der SPD Hessen-Süd, einer der Bezirksverbände der SPD Hessen. Er trat in diesem Amt überraschend die Nachfolge von Gernot Grumbach an. Gernot Grumbach trat nicht mehr zur Wahl an, während Oliver Strank im letzten Moment seine Kampfkandidatur zurückzog.
Bevor Kaweh Mansoori in den Bundestag 2021 gewählt wurde, war er im Hessischen Landtag Fraktionsreferent. Im Dezember 2023 wurde er in den SPD-Parteivorstand gewählt.
Kaweh Mansoori erzielte auf dem Parteitag der SPD Hessen am 9. März 2024 mit 68,7 % das schlechteste Ergebnis aller Stellvertreter von Landeschef Sören Bartol. Beobachter führten das auf seine Rolle beim Wechsel in die Regierung zurück. Kaweh Mansoori hatte als Vorsitzender des Landesbezirks SPD Hessen-Süd maßgeblich Einfluss auf die Besetzung der SPD-Ministerposten. Während er, Kaweh Mansoori, selbst zum Zug kam, ohne zuvor auf der Liste der Landtagswahl zu stehen, ging der frühere Nancy-Faeser-Vertraute Günter Rudolph (beide SPD) leer aus. Günter Rudolph hatte zusammen mit Nancy Faeser den Weg für die Koalition mit der CDU Hessen bereitet.

### Bundestag
Mansoori kandidierte zur Bundestagswahl 2021 im Wahlkreis 183 – Frankfurt II. Er unterlag dem außenpolitischen Sprecher der Grünen, Omid Nouripour, zog aber über die Landesliste in den 20. Bundestag ein. Dort war er ordentliches Mitglied des Ausschusses für Arbeit und Soziales und des Rechtsausschusses sowie stellvertretendes Mitglied des Finanz-, Petitions- und des Verkehrsausschusses sowie im Unterausschuss Europarecht. Im Zuge seiner Ernennung zum Landesminister in Hessen legte er sein Bundestagsmandat am 25. Januar 2024 nieder. Martin Rabanus rückte in den Bundestag nach.
Als zuständiger Berichterstatter für Planungsbeschleunigung verhandelte Mansoori 2023 das Beschleunigungsgesetz der Ampel-Koalition mit. Durch dessen Umsetzung sollen Infrastrukturvorhaben durch eine Beschleunigung von Verwaltungsprozessen schneller umgesetzt werden können.
Für seine Partei nahm Mansoori teil an den Koalitionsverhandlungen der SPD mit Bündnis 90/Die Grünen und der FDP für den Bereich „Gleichstellung und Vielfalt“.
Neben seinem Wahlkreis Frankfurt II betreute Mansoori für die SPD-Fraktion den Wahlkreis 185 – Offenbach.

### Öffentliche Ämter
Am 18. Januar 2024 wurde Mansoori zum Hessischen Minister für Wirtschaft, Energie, Verkehr, Wohnen und ländlichen Raum und zum Stellvertreter des Hessischen Ministerpräsidenten im Kabinett Rhein II ernannt.

### Untersuchungsausschuss 21/2 Mansoori-Entlassungsaffäre
Im Juli 2024 versetzte der hessische Wirtschaftsminister Kaweh Mansoori die Staatssekretärin Lamia Messari-Becker unter Verweis auf angebliches Fehlverhalten in den einstweiligen Ruhestand, was sie zurückwies. Die Entscheidung führte zu Kritik von Opposition, Experten und teils auch aus Mansooris eigener Partei. Ein Untersuchungsausschuss wurde eingesetzt, nachdem Vorwürfe unzulässiger Nachforschungen zu Messari-Beckers Privatleben aufkamen.

## Positionen
Mansoori befürwortet die Abschaffung von § 219a StGB, der ein Werbeverbot für Schwangerschaftsabbrüche in Deutschland bewirkt hat. Einen weiteren Fokus seiner Arbeit sieht Mansoori im Bereich der Chancengleichheit junger Menschen unabhängig von ihrem familiären Hintergrund. Daher wirbt er für eine Verbesserung der Betreuungsangebote und stabile finanzielle Förderung während der Ausbildung. Energiepolitisch spricht sich Mansoori für mehr Pragmatismus im Ausbau von erneuerbaren Energien aus. Diesen betrachtet er als Interesse der öffentlichen Sicherheit. Auch im Bereich der Digitalisierung von Behörden sieht er erheblichen Nachholbedarf.
Mit Blick auf seinen Frankfurter Wahlkreis setzt sich Mansoori für stärkere Rechte von Mieterinnen und Mietern ein. Dabei kritisiert er, dass durch die Baupolitik der hessischen Landesregierung zu wenig bezahlbarer Wohnraum entstanden ist.
Mansoori solidarisierte sich gemeinsam mit 42 weiteren Abgeordneten seiner Fraktion mit den Protestbewegungen im Iran seit September 2022. Für den Iraner Hamid Ghareh-Hassanlou und dessen Frau Farzaneh Ghareh-Hassanlou übernahm er die politische Patenschaft und setzte sich für deren Freilassung ein. Im Dezember 2022 schrieb Mansoori dem iranischen Botschafter in Deutschland Ali Majedi einen offenen Brief, in dem er die ungerechtfertigte Inhaftierung des Ehepaars kritisierte und einen fairen Prozess verlangte. Er sprach der iranischen Regierung ab, muslimisch zu sein, und warf ihr vor, sich mit Gott zu verwechseln. Gemeinsam mit seiner Fraktionskollegin Ye-One Rhie veröffentlichte Mansoori bei ntv.de einen Gastbeitrag zu der Thematik.
Während der Diskussion um den Ausbau verschiedener Autobahnprojekte in Deutschland positionierte sich Mansoori ab März 2023 mit Lärmschutz-Bedenken kritisch zum Ausbau der A3 und A5, die unter anderem durch seinen Wahlkreis verlaufen.
Ab 2024 sprach sich Mansoori als hessischer Verkehrsminister im Koalitionsvertrag doch für den Ausbau der A5. Nach dem Koalitionsvertrag will er sich darum bemühen, den bis zu zehnspurigen Ausbau der A5 Frankfurt-Friedberg zurück auf die Liste der priorisierten Ausbauprojekte des Bundes zu bekommen.
Im Jahr 2024 setzte sich Mansoori dafür ein, Fluggesellschaften Abgaben zurückzuerstatten, um zu verhindern, dass Flüge in andere Länder verlagert werden. Im Jahr 2021 kritisierte er noch die Flughafenpolitik seines Vorgängers Tarek al-Wazir (Grüne), da dieser vergünstigte Landeentgelte am Flughafen Frankfurt zu verantworten habe.